# Liu Chang (Tennisspielerin)
Liu Chang (chinesisch 刘畅, Pinyin Liú Chàng; *1. August 1990) ist eine ehemalige chinesische Tennisspielerin.

## Karriere
Liu spielt hauptsächlich auf der ITF Women’s World Tennis Tour, auf der sie drei Turniersiege im Einzel und acht im Doppel erringen konnte.

## Turniersiege

### Einzel
| Nr. | Datum         | Turnier  | Kategorie   | Belag     | Finalgegnerin | Ergebnis       |
| --- | ------------- | -------- | ----------- | --------- | ------------- | -------------- |
| 1.  | 8. Juli 2012  | Huzhu    | ITF $15.000 | Sand      | Zhang Kailin  | 6:3, 6:4       |
| 2.  | 22. März 2015 | Jiangmen | ITF $10.000 | Hartplatz | Harriet Dart  | 6:3, 6:0       |
| 3.  | 20. März 2016 | Nanjing  | ITF $10.000 | Hartplatz | You Xiaodi    | 4:6, 7:66, 6:1 |

### Doppel
| Nr. | Datum             | Turnier   | Kategorie   | Belag     | Partnerin               | Finalgegnerinnen                    | Ergebnis          |
| --- | ----------------- | --------- | ----------- | --------- | ----------------------- | ----------------------------------- | ----------------- |
| 1.  | 1. Juni 2013      | Changwon  | ITF $25.000 | Hartplatz | Chan Chin-wei           | Han Sung-hee Kim Ju-eun             | 6:0, 6:2          |
| 2.  | 13. Juli 2013     | Peking    | ITF $75.000 | Hartplatz | Zhou Yimiao             | Misaki Doi Miki Miyamura            | 7:61, 6:4         |
| 3.  | 3. Mai 2014       | Seoul     | ITF $15.000 | Hartplatz | Tian Ran                | Han Na-lae Yoo Mi                   | 6:4, 6:75, [10:6] |
| 4.  | 23. Mai 2014      | Tianjin   | ITF $25.000 | Hartplatz | Tian Ran                | Fatma Al-Nabhani Ankita Raina       | 6:1, 7:5          |
| 5.  | 10. Oktober 2014  | Bangkok   | ITF $25.000 | Hartplatz | Lu Jiajing              | Daria Gavrilova Irina Chromatschowa | 6:4, 6:3          |
| 6.  | 21. November 2014 | Neu-Delhi | ITF $50.000 | Hartplatz | Lu Jiajing              | Marina Melnikowa Elise Mertens      | 6:3, 6:0          |
| 7.  | 1. Mai 2015       | Nanning   | ITF $25.000 | Hartplatz | Lu Jiajing              | Yang Zhaoxuan Ye Qiuyu              | 1:6, 6:1, [10:8]  |
| 8.  | 23. April 2016    | Nanning   | ITF $25.000 | Hartplatz | Varatchaya Wongteanchai | Xenija Lykina Emily Webley-Smith    | 6:1, 6:4          |